# Ежен Екеке
Ежен Екеке (фр. Eugène Ekéké, нар. 30 травня 1960, Дуала) — камерунський футболіст, що грав на позиції нападника.
Виступав, зокрема, за клуби «Расінг» (Париж), «Беверен» та «Валансьєнн», а також національну збірну Камеруну.
У складі збірної — володар Кубка африканських націй.

## Клубна кар'єра
У дорослому футболі дебютував 1982 року виступами за команду «Расінг» (Париж), в якій провів чотири сезони, взявши участь у 54 матчах чемпіонату.  У складі паризького «Расінга» був одним з головних бомбардирів команди, маючи середню результативність на рівні 0,5 гола за гру першості.
Своєю грою за цю команду привернув увагу представників тренерського штабу клубу «Беверен», до складу якого приєднався 1986 року. Відіграв за команду з Беверена наступний сезон своєї ігрової кар'єри.
Протягом 1987—1989 років захищав кольори клубу «Кемпер Корнуей».
У 1989 році уклав контракт з клубом «Валансьєнн», у складі якого провів наступні три роки своєї кар'єри гравця. Більшість часу, проведеного у складі «Валансьєнна», був основним гравцем атакувальної ланки команди.
Завершив ігрову кар'єру у команді  «Мобеж», за яку виступав протягом 1993—1997 років.

## Виступи за збірну
У 1980 році дебютував в офіційних матчах у складі національної збірної Камеруну.
У складі збірної був учасником Кубка африканських націй 1988 року у Марокко, здобувши того року титул континентального чемпіона, чемпіонату світу 1990 року в Італії, Кубка африканських націй 1990 року в Алжирі, Кубка африканських націй 1992 року у Сенегалі.
Загалом протягом кар'єри у національній команді, яка тривала 13 років, провів у її формі 16 матчів, забивши 2 голи.

## Титули і досягнення
- Володар Кубка африканських націй (1): 1988